# 31. октобар
31. октобар (31.10.) је 304. дан године по грегоријанском календару (305. у преступној години). До краја године има још 61 дан.

## Догађаји
- 475 — Ромул Августул је проглашен за цара Западног римског царства.
- 683 — Током опсаде Меке, у пожару је уништена Ћаба.
- 1848 — Мексички цар Агустин де Итурбиде је распустио Мексички конгрес и заменио га војном хунтом.
- 1848 — Царске чете под вођством фелдмаршала Алфреда Виндишгреца заузеле су Беч, чиме је угушен осмомесечни Бечки устанак током којег је била успостављена револуционарна влада.
- 1864 — Невада је постала савезна држава САД.
- 1871 — На основу Устава из 1869. (Намеснички устав), донет је први закон о пороти у Србији, који је ступио на снагу 1. јануара 1872.
- 1912 — Град Пећ и цела Метохија су ослобођени од Турака.
- 1918 — Угарска влада је раскинула персоналну унију са Аустријом, чиме је званично распуштена Аустроугарска.
- 1922 — Бенито Мусолини је дошао на власт у Италији.
- 1925 — Реза Шах Пахлави је дошао на ирански престо и основао династију Пахлави, која је владала том земљом до Исламске револуције 1979.
- 1940 — Победом британске авијације завршена је битка за Британију коју су у јулу почели Немци снажним бомбардовањем и поморском блокадом Уједињеног Краљевства. Пошто су Британци преузели ваздушну контролу над Ламаншом, Немци су одустали од инвазије.
- 1941 — Припадници ЈВуО су током опсаде Краљева, по први пут употребили тенкове у борбама против окупатора. На челу тенковског вода се нашао поручник Сима Узелац, касније опеван у песми Над Краљевом жива ватра сева. У ЈНА, ВЈ и данашњој ВС се 31. октобар обележава као празник оклопно-механизованих јединица.
- 1956 — Бомбардовањем египатских аеродрома, Уједињено Краљевство и Француска су почеле напад на Египат, током Суецке кризе.
- 1961 — У процесу дестаљинизације Совјетског Савеза, Стаљинови посмртни остаци премештени су из маузолеја на Црвеном тргу у гробницу која се налази уз зидине Кремља.
- 1984 — Индијска премијерка Индира Ганди је убијена у атентату који су извршили двојица њених телохранитеља Сика.
- 1991 — На првим вишепартијским изборима у Замбији, Фредерик Чилуба је победио противкандидата Кенета Каунду, лидера у борби за независност и првог председника земље.
- 1999 — Током 113. фудбалског дербија између „Партизана“ и „Црвене звезде“ у сукобима навијача погинуо је седамнаестогодишњи Александар Радовић. То је био први случај насилне смрти на фудбалским утакмицама прве лиге у Југославији.
- 2000 — Из Бајконура је лансирана руска ракета Сојуз ТМ-31 у којој су се налазили први становници Међународне свемирске станице.
- 2011 — Светска популација званично достигла 7 милијарде. Овај датум УН обележавају као дан седам милијарди.
- 2015 — Терористи повезани са ИД оборили изнад Синаја путнички лет 9268 руске компаније Метроџет. Погинуло је 224 путника и чланова посаде.
- 2017 — Самопроглашена Каталонска Република престала је да постоји, а све њене институције стављене су под директну контролу Краљевине Шпаније и краљевске владе у Мадриду.

## Рођења
- 1705 — папа Климент XIV (прем. 1774)[1]
- 1711 — Лаура Баси, италијанска научница, прва жена која је званично држала предавања на неком факултету у Европи. (прем. 1778)[2]
- 1760 — Кацушика Хокусај, јапански уметник. (прем. 1849)
- 1793 — Џејмс Данлоп, шкотски астроном. (прем. 1848)
- 1795 — Џон Китс, енглески песник. (прем. 1821)
- 1815 — Карл Вајерштрас, немачки математичар. (прем. 1897)
- 1825 — Еуген Кватерник, хрватски политичар, писац и револуционар. (прем. 1871)
- 1835 — Адолф фон Бајер, аустријски хемичар, добитник Нобелове награде за хемију (1905). (прем. 1917)
- 1855 — Јован Грчић (професор), био српски књижевник, књижевни, позоришни и музички критичар, преводилац и професор. (прем. 1941)[3]
- 1892 — Александар Аљехин, руски шахиста, светски шаховски првак. (прем. 1946)
- 1896 — Етел Вотерс, америчка певачица и глумица. (прем. 1977)
- 1919 — Љиљана Крстић, српска глумица. (прем. 2001)
- 1920 — Фриц Валтер, немачки фудбалер. (прем. 2002)
- 1921 — Бранко Станковић, српски фудбалски тренер и фудбалски тренер. (прем. 2002)
- 1922 — Нородом Сиханук, камбоџански принц. (прем. 2012)
- 1927 — Бранко Петрановић, српски правник и историчар. (прем. 1994)
- 1929 — Бад Спенсер, италијански глумац, сценариста, пливач и ватерполиста. (прем. 2016)
- 1939 — Рон Рифкин, амерички глумац.
- 1941 — Сали Киркланд, америчка глумица.
- 1946 — Стивен Реј, ирски глумац.
- 1950 — Заха Хадид, британско-ирачка архитекткиња. (прем. 2016)
- 1959 — Звонко Живковић, српски фудбалер и фудбалски тренер.
- 1961 — Питер Џексон, новозеландски редитељ, сценариста и продуцент.
- 1961 — Радомир Саичић, српски универзитетски професор, хемичар и академик.[4]
- 1963 — Карлос Дунга, бразилски фудбалер.
- 1963 — Дермот Малрони, амерички глумац и музичар.
- 1963 — Роб Шнајдер, амерички глумац, комичар, сценариста и редитељ.
- 1964 — Марко ван Бастен, холандски фудбалер и фудбалски тренер.
- 1970 — Виктор Јеленић, српски ватерполиста.
- 1971 — Алфонсо Форд, амерички кошаркаш. (прем. 2004)
- 1976 — Гути, шпански фудбалер и фудбалски тренер.
- 1976 — Пајпер Перабо, америчка глумица.
- 1980 — Андре Овенс, амерички кошаркаш.
- 1985 — Ђорђе Ракић, српски фудбалер.
- 1988 — Себастјен Буеми, швајцарски аутомобилиста, возач Формуле 1.
- 1989 — Матеа Милосављевић, српска глумица.
- 1990 — Ифеани Оњило, нигеријски фудбалер.
- 1992 — Ђукан Ђукановић, српски кошаркаш.
- 1993 — Летиша Рајт, енглеска глумица.
- 1994 — Тамара Чуровић, српска тенисерка.
- 1995 — Предраг Рајковић, српски фудбалски голман.
- 1995 — Михаило Ристић, српски фудбалер.
- 1997 — Сидни Парк, америчка глумица и комичарка.
- 1997 — Маркус Рашфорд, енглески фудбалер.
- 1999 — Данијел Роуз Расел, америчка глумица.
- 2000 — Вилоу Смит, америчка музичарка, музичка продуценткиња и глумица.
- 2002 — Ансу Фати, шпански фудбалер.

## Смрти
- 1448 — Јован VIII Палеолог, византијски цар. (рођ. 1390)
- 1517 — Фра Бартоломео, италијански сликар.
- 1830 — Петар I Петровић Његош, црногорски владика и државник. (рођ. 1748)
- 1851 — Петар II Петровић Његош, црногорски владика, филозоф и државник. (рођ. 1813)
- 1918 — Иштван Тиса, мађарски премијер.
- 1918 — Егон Шиле, аустријски сликар и графичар (рођ. 1890)
- 1926 — Хари Худини, америчко-мађарски мађионичар, пореклом Јеврејин.
- 1984 — Индира Ганди, индијска премијерка. (рођ. 1917)
- 1993 — Федерико Фелини, италијански режисер. (рођ. 1920)
- 2011 — Флоријан Алберт бивши мађарски фудбалер.

## Празници
- Свети Лука, празник Српске православне цркве
- Свети Петар Цетињски, празник Српске православне цркве
- Ноћ вештица
- Светски дан штедње.

## Дани сећања
- 1517 — Огорчен многобројним злоупотребама цркве, немачки свештеник Мартин Лутер је, окачивши на врата катедрале у Витенбергу 95 теза о реформи цркве, ставио исте на јавну расправу. Тиме је у немачким земљама почела Реформација, а Лутер је постао један од њених вођа.